# Незнамовская сельская территория
Незнамовская сельская территория — административно-территориальная единица Старооскольского городского округа включающая в себя 3 села: Незнамово, Воротниково, Анпиловка. Административный центр — село Незнамово.

## Состав сельской территории
| № | Населённый пункт | Тип населённого пункта       | Население |
| - | ---------------- | ---------------------------- | --------- |
| 1 | Анпиловка        | село                         | ↘232      |
| 2 | Воротниково      | село                         | ↗254      |
| 3 | Незнамово        | село, административный центр | ↗1430     |

## Географические данные
| Общая площадь        | 2738,7 га. |
| -------------------- | ---------- |
| Сельхозугодья        | 1224,2 га. |
| Пашня                | 898,6 га.  |
| Сенокосы, пастбища   | 216,6 га.  |
| Леса и лесополосы    | 885 га.    |
| Реки, пруды, водоемы | 11,6 га.   |
| Протяженность дорог  | 24,5 км.   |